# Avenue Wolvendael
Pour les articles homonymes, voir Wolvendael.
L'avenue Wolvendael est une voie de la commune bruxelloise d'Uccle.